# Kuhringsberg
Der Kuhringsberg ist mit 151,1 m ü. NHN nach dem Kesselberg die zweithöchste Erhebung auf der Gemarkung der Stadt Calau im Landkreis Oberspreewald-Lausitz in Brandenburg. Er liegt im südlichen Teil der Gemarkung im Naturschutzgebiet Calauer Schweiz und dort südlich des Calauer Ortsteils Werchau. Südlich der Erhebung liegt die Gemarkung der Gemeinde Luckaitztal mit ihrem Ortsteil Weißag. In den östlich gelegenen Gebieten wurde Ton abgebaut. Südwestlich der Erhebung entspringt die Hölle, ein rechter Zufluss des Göritzer Fließes. Von der Erhebung ergibt sich ein Blick auf das Stadtgebiet von Calau; der Berg ist daher ein Ziel von Wanderungen. Der nördlich gelegene Abhang wird im Winter als Rodelbahn benutzt und wurde im Zuge eines Managementplans für das FFH-Gebiet im Jahr 2021 entbuscht.